# Huie Cliffs
Le Huie Cliffs (in lingua inglese: Scogliere Huie) sono delle ripide pareti rocciose che si innalzano al sopra della May Valley e che formano il margine nordoccidentale della Saratoga Table, nel Forrestal Range dei Monti Pensacola, in Antartide. 
La denominazione è stata assegnata dall'Advisory Committee on Antarctic Names (US-ACAN) in onore di Carl Huie, tecnico in Antartide nel 1976-77 e geologo dell'United States Geological Survey (USGS) nei Monti Pensacola nel 1978-79.